# The Miniver Story
The Miniver Story is een Amerikaanse film uit 1950 onder regie van H.C. Potter. De film volgt Mrs. Miniver (1942) op.

## Verhaal

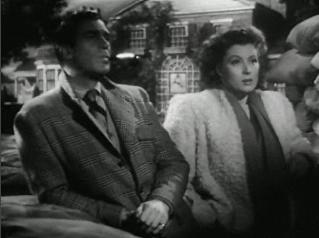
Clem en Kay Miniver

De film begint op 8 mei 1945 in Londen. Kay Miniver is een huisvrouw die haar geluk niet op kan als ze te horen krijgt dat er een einde is gekomen aan de Tweede Wereldoorlog. Ze bereidt zich voor op de terugkomst van haar zoon Toby, dochter Judy en echtgenoot Clem. Toby was naar de Verenigde Staten gevlucht om niet bang te hoeven zijn voor bomaanvallen. Judy werkte als zuster in Caïro en Clem was een officier in het Britse leger. Vlak voor hun terugkomst, wordt ze geconfronteerd door de getrouwde commandant Spike Romway, die de liefde aan haar verklaart.
Als de hele familie weer bij elkaar is, proberen ze draad weer op te pakken. Clem keert terug naar zijn baan als architect en Toby toont trekjes die hij in Amerika heeft opgedaan. De ouders zijn bezorgd wanneer Judy verliefd wordt op de veel oudere en pasgescheiden generaal Steve Brunswick. Kay krijgt ondertussen te horen dat ze lijdt aan een fatale ziekte, maar wil dit geheimhouden voor haar familie. Ze brengt een bezoekje aan dokter Kanesley, die haar vertelt dat ze door stress nog maar zes maanden tot een jaar heeft te leven.
Terwijl Kay probeert te vertellen wat er aan de hand is met haar gezondheid, is Clem ontevreden met zijn baan. Samen met zijn secretaresse Jeanette, komt ze erachter dat hij er constant wordt herinnerd aan de bombardementen en zorgt ervoor dat hij ergens anders kan werken. Ondertussen hopen ze nog steeds dat Judy haar oudere minnaar zal dumpen om vervolgens een relatie te krijgen met Tom Foley, een architect in spe en de zoon van de buren. Als zij aankondigt dat ze binnenkort zal trouwen met Steve, besluit Kay een ontmoeting met hem te regelen.
Ze is onder de indruk van zijn intelligentie, maar komt al snel tot de conclusie dat hij nog houdt van zijn ex-vrouw, een getalenteerde pianiste. Ze herinnert hem eraan dat Judy nooit zo slim als zijn ex-vrouw zal worden en ook niet een liefhebber is van hoogstaande kunst. Die middag beëindigt Steve zijn relatie met Judy en beschuldigt zij haar moeder van de breuk. Kay probeert haar dochter te troosten en legt uit dat de oorlog veel misplaatste gevoelens heeft opgewekt. Die avond danst ze met Tom, die binnenkort samen met Clem zal werken. Wanneer het leven voor de familie Miniver er eindelijk kleurrijker uit begint te zien, onthult Kay dat ze binnenkort zal overlijden. Clem kan dit nieuws nauwelijks accepteren en wordt depressief. Ze overlijdt nog diezelfde winter. Vlak voor haar dood bezoekt ze de bruiloft van Judy en Tom.

## Rolbezetting
| Acteur          | Personage        |
| --------------- | ---------------- |
| Greer Garson    | Kay Miniver      |
| Walter Pidgeon  | Clem Miniver     |
| John Hodiak     | Spike Romway     |
| Leo Genn        | Steve Brunswick  |
| Cathy O'Donnell | Judy Miniver     |
| Reginald Owen   | Meneer Foley     |
| Anthony Bushell | Dokter Kaneslaey |
| Richard Gale    | Tom Foley        |
| James Fox       | Toby Miniver     |
| Peter Finch     | Poolse officier  |
| Henry Wilcoxon  | Vicar            |

## Achtergrond

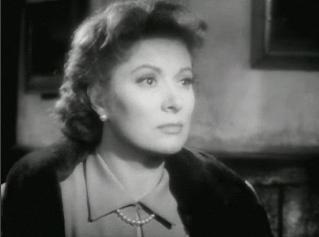
Greer Garson als Kay Miniver

Greer Garson, Walter Pidgeon, Henry Wilcoxon en Reginald Owen waren ook in het eerste deel te zien. Garson stelde zelf voor een tweede deel te maken, waarop producent Sidney Franklin roman- en toneelschrijver Harold Millar inschakelde om het scenario te schrijven. Garson had veel inbreng in het script en hielp zelf mee aan het scenario, omdat ze haar personage zo realistisch mogelijk wilde neerzetten. De opnames begonnen al in 1949. Regisseur H.C. Potter werd in januari 1950 vervangen door Victor Saville, omdat de Britse wet toen voorschreef dat niet-Britse mannen niet langer dan 180 dagen mogen werken in Groot-Brittannië. Hij was wel aanwezig toen enkele scènes opnieuw opgenomen moesten worden.
Hoewel Mrs. Miniver een enorm succes werd bij zowel het publiek als de pers, werd het vervolgdeel uitermate teleurstellend ontvangen. Niet alleen waren de recensenten zeer negatief, maar ook bracht de film weinig geld op. Hij ging in Londen in première, waar de recensies onmiddellijk neerbuigend van toon waren. Het dagblad The New York Times had veel kritiek op de plot en het feit dat Garsons personage komt te overlijden. Het blad Variety schreef dat het onmogelijk was de oorspronkelijke film te evenaren, maar gaf wel alle lof aan John Hodiak. Volgens The Hollywood Reporter was het einde 'te tragisch' en was het geheel niet vermakelijk genoeg. De film leidde uiteindelijk tot een verlies van 2.311.000 dollar. Veel van Garsons naoorlogse films bleken uiteindelijk geen succes te oogsten. Dit resulteerde erin dat zij in 1955 de studio verliet.